# Campionato Carioca 2025
Il Campionato Carioca 2025 (Carioca Superbet 2025 per ragioni di sponsor) è stata la 128ª edizione della massima serie calcistica dell Rio de Janeiro, organizzata dall FERJ. Al campionato hanno partecipato 12 squadre in un torneo che è iniziato l'11 gennaio 2025 e si è concluso il 16 marzo successivo.

## Stagione

### Novità
Al termine della scorsa edizione, è retrocesso in Série A2 l'Audax Rio. Dalla Série A2 2024 è salito il Maricá.

### Formato
Il torneo si svolge in due fasi. Nella prima fase, le dodici si affrontano in un torneo di sola andata (denominato Taça Guanabara). Le prime quattro classificate di tale torneo, accedono alla seconda fase a eliminazione diretta, che decreterà la vincitrice del campionato. Le formazioni piazzatesi tra il quinto e l'ottavo posto, si contenderanno la Taça Rio, mini-torneo che mette in palio un posto in Coppa del Brasile 2026. L'ultima classificata della prima fase, retrocede in Série A2.

## Squadre partecipanti
| Squadra           | Allenatore       |
| ----------------- | ---------------- |
| Bangu             | Júnior Lopes     |
| Boavista-RJ       | Caio Zanardi     |
| Botafogo          | Claudio Caçapa   |
| Flamengo          | Filipe Luís      |
| Fluminense        | Mano Menezes     |
| Madureira         | Daniel Neri      |
| Maricá            | Reinaldo         |
| Nova Iguaçu       | Carlos Vitor     |
| Portuguesa-RJ     | Douglas Ferreira |
| Sampaio Corrêa-RJ | Alfredo Sampaio  |
| Vasco da Gama     | Fábio Carille    |
| Volta Redonda     | Rogério Corrêa   |

## Risultati

### Taça Guanabara
|  | Pos. | Squadra           | Pt | G  | V | N | P | GF | GS | DR  |
|  | ---- | ----------------- | -- | -- | - | - | - | -- | -- | --- |
|  | 1    | Flamengo          | 23 | 11 | 7 | 2 | 2 | 25 | 5  | +20 |
|  | 2    | Volta Redonda     | 20 | 11 | 6 | 2 | 3 | 13 | 12 | +1  |
|  | 3    | Fluminense        | 17 | 11 | 4 | 5 | 2 | 13 | 9  | +4  |
|  | 4    | Vasco da Gama     | 17 | 11 | 4 | 5 | 2 | 13 | 9  | +4  |
|  | 5    | Sampaio Corrêa-RJ | 16 | 11 | 4 | 4 | 3 | 13 | 11 | +2  |
|  | 6    | Nova Iguaçu       | 16 | 11 | 4 | 4 | 3 | 8  | 9  | -1  |
|  | 7    | Madureira         | 15 | 11 | 4 | 3 | 4 | 11 | 8  | +3  |
|  | 8    | Boavista-RJ       | 14 | 11 | 2 | 8 | 1 | 10 | 8  | +2  |
|  | 9    | Botafogo          | 13 | 11 | 4 | 1 | 6 | 11 | 12 | -1  |
|  | 10   | Maricá            | 12 | 11 | 3 | 3 | 5 | 11 | 17 | -6  |
|  | 11   | Portuguesa-RJ     | 10 | 11 | 3 | 1 | 7 | 12 | 24 | -12 |
|  | 12   | Bangu             | 4  | 11 | 0 | 4 | 7 | 4  | 20 | -16 |

Legenda:
     Vincitore del Taça Guanabara 2025 e qualificato per la fase finale e la Coppa del Brasile 2026
     Qualificato per la fase finale e la Coppa del Brasile 2026
     Ammessa alla Taça Rio
     Retrocesse in Série A2 2025
Note:
Tre punti a vittoria, uno a pareggio, zero a sconfitta.

### Taça Rio
|  | Semifinali        | Semifinali        | Semifinali | Semifinali | Semifinali |  |  | Finale            | Finale            | Finale | Finale | Finale |  |
|  |                   |                   |            |            |            |  |  |                   |                   |        |        |        |  |
|  | Madureira         | Madureira         | 0          | 2          | 2          |  |  |                   |                   |        |        |        |  |
|  | Nova Iguaçu       | Nova Iguaçu       | 0          | 1          | 1          |  |  | Madureira         | Madureira         | 1      | 2      | 3      |  |
|  | Boavista-RJ       | Boavista-RJ       | 0          | 0          | 0          |  |  | Sampaio Corrêa-RJ | Sampaio Corrêa-RJ | 2      | 4      | 6      |  |
|  | Sampaio Corrêa-RJ | Sampaio Corrêa-RJ | 0          | 3          | 3          |  |  |                   |                   |        |        |        |  |

### Fase Finale
|  | Semifinali    | Semifinali    | Semifinali | Semifinali | Semifinali |  |  | Finale     | Finale     | Finale | Finale | Finale |  |
|  |               |               |            |            |            |  |  |            |            |        |        |        |  |
|  | Fluminense    | Fluminense    | 4          | 0          | 4          |  |  |            |            |        |        |        |  |
|  | Volta Redonda | Volta Redonda | 0          | 0          | 0          |  |  | Fluminense | Fluminense | 1      | 0      | 1      |  |
|  | Vasco da Gama | Vasco da Gama | 0          | 1          | 1          |  |  | Flamengo   | Flamengo   | 2      | 0      | 2      |  |
|  | Flamengo      | Flamengo      | 1          | 2          | 3          |  |  |            |            |        |        |        |  |